# 小田急2200形電車
小田急2200形電車（おだきゅう2200がたでんしゃ）は、小田急電鉄（小田急）がかつて保有していた通勤車両である。小田急の一般営業車両としては初めてカルダン駆動方式を採用した電車で、いわゆる「高性能電車」の第一世代とされ、本形式で採用された技術は、その後の小田急の車両における基礎的なものと位置づけられている。
本項では以下、ほぼ同様の車体で駆動方式が一部変更され、当初4両固定編成で導入された小田急2220形電車についても記述し、2200形・2220形の2形式をまとめた呼称としては「本形式群」、2300形・2320形も含めた4形式をまとめた呼称としては「ABFM車」を用いる。また、2400形は「HE車」、2600形は「NHE車」と表記する。

## 導入経緯
1950年以降、日本国有鉄道（国鉄）をはじめとする各鉄道事業者では車体および台車の軽量化と、駆動方式の変更と主電動機（モーター）の小型化を軸とする高性能車の開発を進めていた。小田急においても例外ではなく、1951年2月には直角カルダン駆動方式・試験台車を装備した東芝の試験車両1048号車を使用して走行試験を行ったほか、1953年2月には日本鉄道技術協会 (JREA) の高速運転に関する研究に協力する形で、試験台車を装備した国鉄モハ40030・モハ40044を使用して走行試験が行われた（台車供出車としてモハ70043も使用）。また、1953年には試験的に車体と台車の軽量化を採用した2100形が登場していた。
これらの試験結果や運用実績を踏まえて、小田急では初となる軽量高性能車として1954年7月に導入されたのが2200形である。2200形は前面非貫通型で2両固定編成であったが、1958年の増備車両では前面貫通型の4両固定編成となり、形式も2220形に変更された。さらに、1959年には前面貫通型の2両固定編成が2200形として増備された。
その後、HE車の増備が進むにつれて、本形式群はHE車の増結車両として使用されることになり、2220形は2両固定編成に改造された。2300形・2320形が通勤車に格下げされた後は、2両固定編成の高性能車として4形式とも共通運用が行われるようになり、搭載制御器にちなみABFM車（またはFM車）と呼称された。

## 車両概説
本節では、登場当時の車両仕様について記述する。
2200形は17.5 m車による2両固定編成で、形式は全車両デハ2200形である。すべて先頭車で、車両番号はデハ2201からデハ2218までの連番となっている。
2220形は同じく17.5 m車による4両固定編成である。形式は全車両デハ2220形で、車両番号は以下の通りとなる。
- 先頭車…デハ2221・デハ2224・デハ2225・デハ2228・デハ2229・デハ2232・デハ2233・デハ2236
- 中間車…デハ2222・デハ2223・デハ2226・デハ2227・デハ2230・デハ2231・デハ2234・デハ2235

### 車体
先頭車・中間車とも車体長17,000 mm・全長17,500 mmで、車体幅は2,700 mmである。正面はデハ2217・デハ2218を除く2200形が非貫通型の2枚窓で、そこはかとなく動物的な印象があり、「ネコ」という愛称で呼ばれていた。1956年までの製造車（デハ2212まで）は窓枠がチーク製となっているなど、車体の一部に木製部品が使用されている半鋼製車体であったが、1957年以降の増備車両ではアルミサッシの窓枠が採用され、木製部品は内装材に使用されていないいわゆる全金属製車体となった。
2220形では検車区から車内清掃時の移動のため貫通扉設置の要望があったことから、貫通型3枚窓となり、デハ2217・デハ2218も貫通型で製造された。貫通扉の隙間風対策として、それまでの車両では単に走行中に開かないためのラッチが設置されていたのみであったが、2220形では当時の冷蔵庫で採用されていた、大型ハンドルで押し付けて密着させる方式が採用された。2220形・デハ2217・デハ2218では貫通扉下部に方向幕が設置された。
客用扉は各車両とも3か所で、1,100 mm幅の片開き扉である。側窓は1,000 mm幅の2段上昇窓が客用扉間に3つ・客用扉と連結面の間には2つ、乗務員扉と客用扉の間には1つ配置された。各客用扉に隣接する窓のうち1つは戸袋窓となっている。トイレの窓は曇りガラスとされたほか、男子用トイレ部分の窓幅に限っては500 mm幅となっている。屋根上の通風器は、デハ2217・デハ2218を除く2200形は屋根上に小型通風器を2列配置したが、2220形・デハ2217・デハ2218では屋根中央に1列という配置になった。
塗装は腰部と上部が青色、窓周りが黄色という、当時の特急色となった。この塗装デザインは、その後1969年まで通勤車両の標準色となった。

### 内装
座席はすべてロングシートであるが、扉脇の仕切りは板状のものから金属製のパイプに変更となった。2220形では比較的長距離の運用があることを考慮し、デハ2222・デハ2226・デハ2230・デハ2234の小田原寄り海側にトイレを2室設置した。連結面寄りが男女共用の和式トイレ、扉側は男子専用の小用トイレである。
車内の照明装置は2100形で試験的に採用された交流蛍光灯を本格採用した。先頭車では40 Wの蛍光灯を各車両とも2列に11本並べており、照度は460ルクスである。

### 主要機器

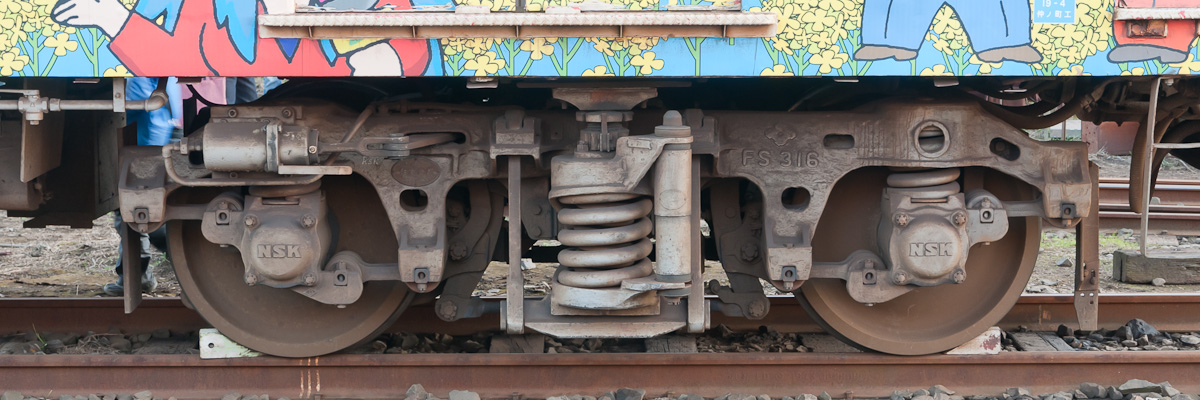
WN駆動のFS316形台車。写真は銚子電気鉄道1000形に転用されたもの。

本形式群共通の事項として、主に車両制作費や保守費の抑制を目的として、電動発電機と電動空気圧縮機を奇数番号の車両に、主制御器と集電装置を偶数番号の車両に搭載し、機器の集約化を図り、同時に全電動車方式とすることで高加減速性能を実現し、列車の高速化と単位時間あたりの列車運行本数の高密度化を合わせて実現可能とした。各車両とも1台車に対して主電動機2基を装架している。
2200形では、主電動機は小型で高速回転の電動機として、1時間定格出力75 kW（端子電圧340 V）の三菱電機MB-3012-B形を使用した。駆動方式は電機子軸を線路方向にレイアウトし、自在継手を経てハイポイドギアで減速しつつ回転方向を直角に変える直角カルダン駆動方式であり、台車はアルストムリンク式（平行リンク式）の住友金属工業製のFS203が採用された。いずれも小田急では初の採用事例である。
2220形では保守部門より保守軽減を図りたいという意見があったことと、折りしも主電動機の電機子軸を従来通り枕木方向にレイアウトするWN駆動方式について狭軌用を実用化する目途が立ったことから、主電動機は1時間定格出力75 kW（端子電圧340 V）の三菱電機MB-3032-A形とし、駆動方式についてはWN駆動方式を採用、台車もアルストムリンク式の住友金属工業FS316形。
が採用された。
最終増備車のデハ2217・デハ2218では、駆動方式と主電動機は2220形と同一ながら、台車は小田急で初採用となる空気ばね台車として、FS316形をベースとして枕ばねをベローズ式空気ばねで置き換えたアルストムリンク式空気ばね台車の住友金属工業FS321形が採用された。
アルストムリンク式の台車は、機器流用車両の4000形を除くその後の小田急の通勤車両の標準となり、1000形まで継続して採用されたほか、ロマンスカーでも7000形LSE車・10000形HiSE車・20000形RSE車にも採用されている。
主制御器については、三菱電機製の自動加速形弱め界磁付き多段制御装置であるABFM-D形が採用された。これは8個の主電動機を1つの制御器で制御する方式 (1C8M) で、発電制動を常用する。また、制動装置は、電磁直通式で電空併用（発電制動・空気制動を併用）の中継弁付自動空気制動としてHSC-D形が採用されたが、これは日本で初の採用事例である。

## 沿革
1954年7月に2200形2両固定編成4本が入線し、同年7月30日に関係者向けの展示会が行われた後に運用を開始した。運転を担当する乗務員（運転士）からは、それまでの小田急の車両とは異質の車両として受け止められ、本形式の運転に対して苦手意識を持つ運転士も多かったという。起動時に主幹制御器でノッチを投入した後のタイムラグが理解できず、上り勾配のついた本線上での入換時には、ノッチ投入後に電車が一瞬後退するために車両故障と間違えられたこともあったという。
2200形は1957年までに8編成が製造されたが、1958年の増備にあたっては4両固定編成に対する要望があったことや、折りしも狭軌用のWN駆動方式について実用化の目途が立ったことから、車体や駆動方式を一部変更した上で4両固定編成とした2220形の増備に移行した。なお、1955年以降数次に分けて、デハ2207・デハ2211に新三菱重工業MD101形台車を装着した上で、平行カルダン方式の試験が行われた。
新宿と箱根湯本を直通する急行については本形式群の限定運用となるなど、小田急の通勤車両の筆頭として運用されていたが、全車電動車方式では車両の製造コストや保守費用の増大も招くことになった。通勤需要の増大が著しかったこともあって、これまで以上のペースで車両増備を行わなければならないことになり、投資額の大幅な増加が懸念されることになった。このため、1959年の2両固定編成増備を最後に新造は打ち切られ、以後の車両増備は経済車両として新しく設計したHE車によって行われることになった。なお、同年に増備された編成は車体や駆動方式は2220形とほぼ同一であったが、2両固定編成であることから2200形の増備車として扱われ、番号も2200形の続き番号であるデハ2217・デハ2218となった。

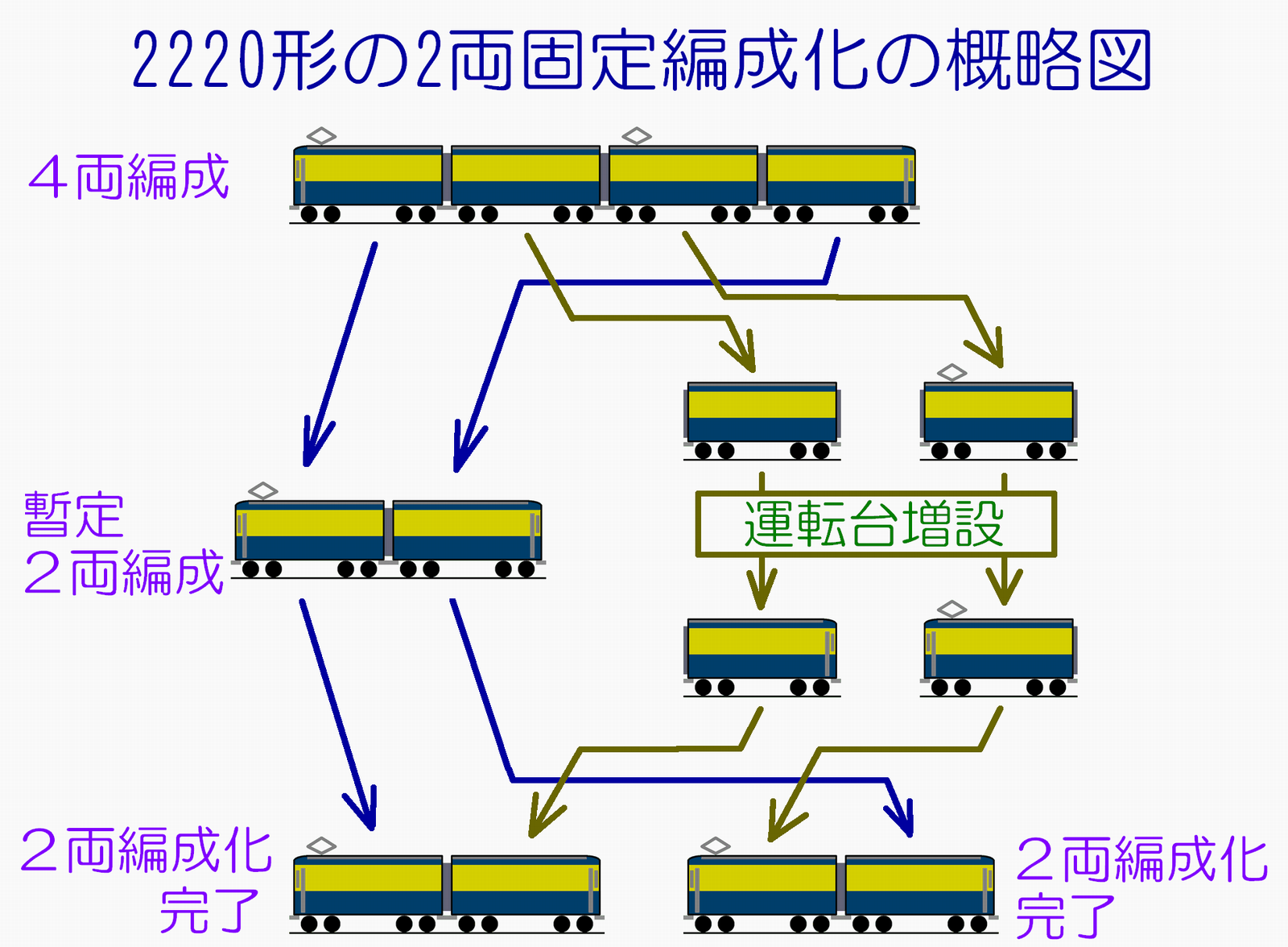
2220形の2両固定編成化改造の概略図

HE車の導入後、2200形は主に4両編成の列車に対する増結車両としての運用が多くなった。2220形についてはしばらくはHE車と同一の運用についていたが、HE車の増備が進むにつれ、増結用の2両固定編成が不足気味になったことから、1962年に2220形は2両固定編成に改造されることになった。この時、まず先頭車だけの2両編成に組成を変更し、中間車に対してHE車と同様の正面形態で貫通形運転台を増設した後に、元の編成に戻すという手法を採っている。増設運転台は、前照灯が2灯式となっていることと、前面貫通扉に設置された方向幕が埋め込み仕様になっている点で識別可能であった。また、車内トイレはこの改造時に廃止されている。
1963年には、準特急の廃止により、2300形と2320形が本形式群と同様の目的で使用するために3扉ロングシート車に改造され、以後は本形式群と2300形・2320形は共通運用となり、小田急のダイヤ上も同一形式扱いとされるようになった。小田急の場合、NHE車までの通勤車両については制御装置などの英字による略称を内部用語として用いることがあり、趣味的にも流用されるが、本形式群と2300形・2320形を含めた4形式においては、搭載制御器にちなみ「ABFM車」（あるいは「FM車」）と呼称されるようになった。なお、2200形のうち非貫通型の車両については、一時期正面貫通型化改造の構想があったため、しばらく方向幕は設置されていなかったが、貫通型化改造は行われないことになったため、1963年に方向幕の設置が行われている。また、木製窓枠の車両については、この時期に順次アルミサッシ化が進められた。
1968年には既設の運転台の前照灯もすべて2灯式に改造され、同時に種別表示幕・OM-ATS・信号炎管の追設が行われた。1969年にはケイプアイボリーにロイヤルブルーの帯を巻く新塗装に変更され、同時期に連結器が密着自動連結器から密着連結器に交換された。1974年には扉下にプラットホームと車体の間の隙間を埋めるためのステップが設置された。
| 6両編成で運用される2220形電車（1979年） |  | 富士急色のまま小田急線で試運転を行ったデハ2211・デハ2212（1982年8月30日） |
| 6両編成で運用される2220形電車（1979年） |  | 富士急色のまま小田急線で試運転を行ったデハ2211・デハ2212（1982年8月30日） |

この時期以降、大型車両の増備に伴い、ABFM車は2両編成を3本連結した6両編成での運用が目立つようになった。時にはABFM車だけで10両編成を組むこともあった。また、前面非貫通型の2200形は6両編成の中間に連結されることが多くなり、先頭に連結される機会が減少した。
1982年よりABFM車の淘汰が開始されることになり、まず2200形の1編成（デハ2211・デハ2212）が1982年8月31日付で廃車となったが、廃車後は富士急行（富士急）に譲渡され、同社では5700形として使用されることになった。ところが、譲渡整備を行った状態で定期検査を行ったため、同年8月30日には富士急の塗装デザインで小田急の路線上での試運転を行うという珍しい事象が発生した。その後も漸次8000形の増備とともに廃車が進められ、2200形の非貫通型車両は1983年8月に全廃となった。残りの車両についてはしばらくはABFM車やHE車と連結した6両編成で運用されていたが、1984年6月24日に鉄道友の会東京支部による「お別れ式」が行われた後、同年6月30日に全車両が廃車となり、本形式群はともに全廃となった。

## 他社への譲渡

### 富士急行

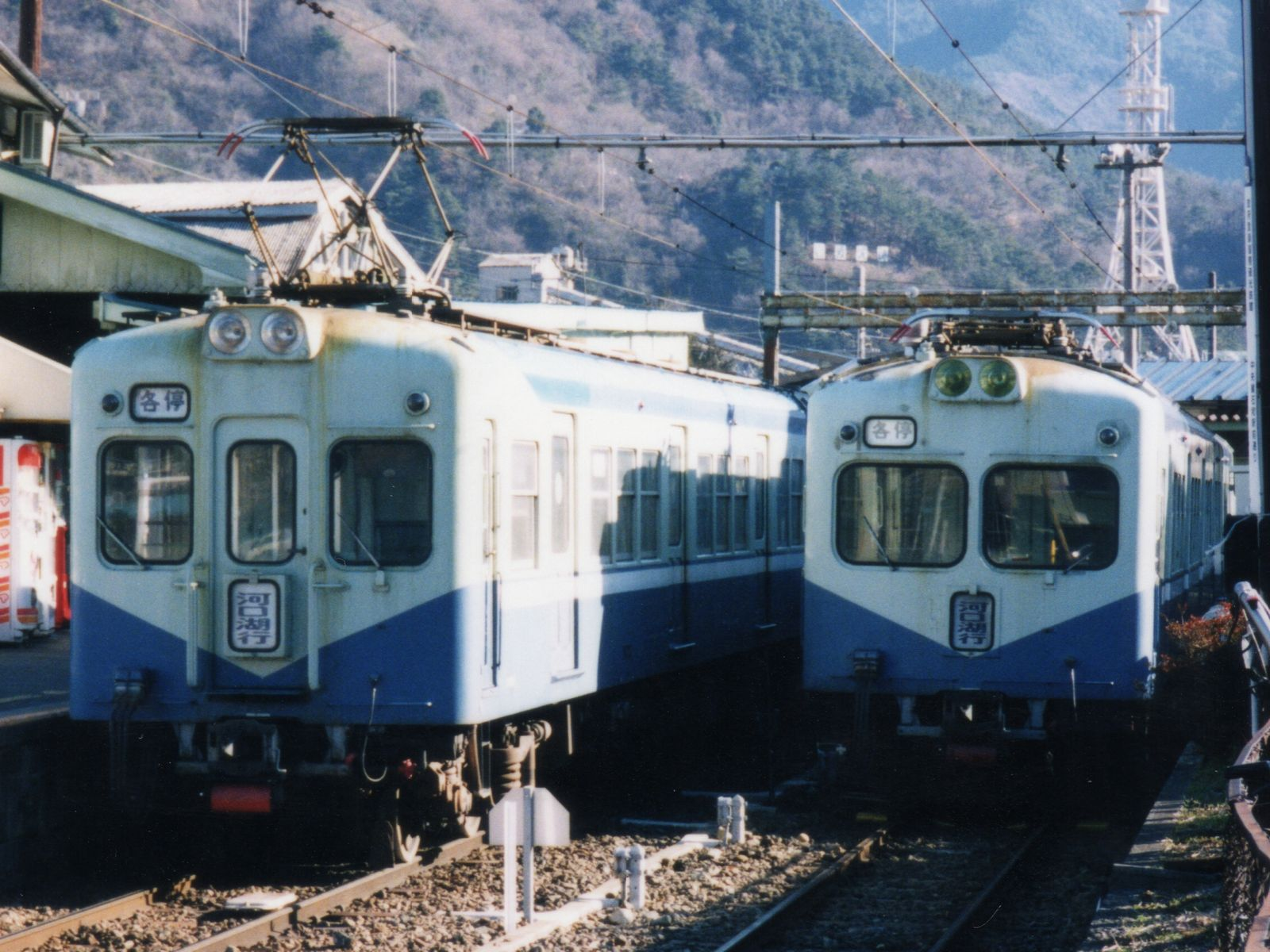
富士急行に譲渡された2220形（左）・2200形（右）

デハ2211・デハ2212・デハ2223・デハ2224・デハ2225・デハ2226・デハ2227・デハ2228の8両が富士急に譲渡された。なお、元2200形の2両は、譲渡後の1984年に2220形の廃車で捻出されたFS316に台車を交換している。前述の通り、同社では5700形として運用されたが、非冷房車である上に老朽化が進んだため、車両のレベルアップのため京王5000系電車 (初代)を譲受の上車両の更新を行うことになり、1995年10月以降に順次廃車が開始され、1997年3月に全廃となった。
なお、廃車後に2両分の台車 (FS316) が富士急から銚子電気鉄道に譲渡され、同社デハ1000形電車に使用されている。

### 新潟交通
| 新潟交通モハ2220形 |  | 2230号車の車内 (1985年3月14日撮影) |
| 新潟交通モハ2220形 |  | 2230号車の車内 (1985年3月14日撮影) |

1984年6月に廃車となったデハ2229・デハ2230については、ワンマン運行のためのバックミラー設置と、路面区間に対応した排障器の設置を行った上で新潟交通に譲渡された。塗装は変更されず、番号も形式称号がデハからモハになった以外は小田急時代と同じ番号である。
輸送力列車に運用され、ワンマン化改造は受けてはいたが、県庁前 (のちの白山前) 駅と東関屋駅との間に存在した軌道法準拠区間を運転する際には車掌が乗務した。2229は衝突事故に遭い、修理の際1994年8月に貫通扉及び方向幕の埋め込み改造を受けている。
モーターの故障を起こしたことで同線廃止前の1998年11月に休車となり、そのまま翌1999年4月5日に電車線は廃止された。廃線後はしばらく旧東関屋駅の車庫に放置されていたが、腐食が進んだことから当駅に留置されていた他の車両と共に2003年3月に解体された。なお、旧東関屋駅の車庫もその後、同年6月に解体された。

### 伊予鉄道
台車のみの譲渡であるが、6両分のFS316と2両分のFS321が主電動機一式とともに譲渡されている。
FS321は130系モハ133・モハ134の高性能化時に使用され、その後京王帝都電鉄（当時）から譲渡された700系のモハ717・モハ718で使用されていたが、車輪転削盤にかからないことから、1993年11月までに他の台車に振り替えられている。
FS316はモハ131・モハ132・モハ135・モハ136・モハ301・モハ302に使用するための台車として使用され、その後1993年11月時点では同社モハ712・モハ714・モハ715・モハ722・モハ724・モハ725に使用されていた。その後3両が他の台車に交換されたため、1999年の時点では同社モハ722・モハ724・モハ725で使用されている。

## 保存車両
| 大野工場で保管されていた頃のデハ2201・デハ2202 |  | 喜多見検車区で保存されているデハ2201・デハ2202 |  | 陸送される直前のデハ2218 |
| 大野工場で保管されていた頃のデハ2201・デハ2202 |  | 喜多見検車区で保存されているデハ2201・デハ2202 |  | 陸送される直前のデハ2218 |

1983年6月に廃車となった2200形の第1編成（デハ2201・デハ2202）については、小田急では初の高性能車として歴史的な意義があることから保存されることになった。廃車後しばらくは大野工場の西側の本線脇に保管されていたが、1997年に登場当時の青色と黄色の塗装デザインに戻された後、1998年2月に喜多見検車区に移動された。以後は同検車区内で保存され、時折ファミリー鉄道展にて展示された。
長らく2両1編成で保存されてきた本形式であったが、デハ2202に関してはデハ2201から切り離された後、2019年5月をもって解体された。そのためデハ2201の1両が海老名検車区にて静態保存されている。
1984年6月に廃車となったデハ2218については、同年12月に神奈川県藤沢市の辻堂海浜公園内の交通公園に搬入されたが、この当時の小田急では珍しくトレーラーによる車両輸送が行われた。保存にあたっては台車を富士急の台車交換で発生したFS203に変更している。車内にも入れる状態で保存展示されていたが、潮風を受けて傷みがひどくなったため1994年9月に解体された。
1982年の廃車後に富士急に譲渡されたデハ2211・デハ2212（富士急行ではモハ5707・モハ5708）については、富士急で1996年9月に廃車後、山梨県笛吹市一宮町市之蔵の日本システムウェアに譲渡されたが、2024年9月にポッポの丘に移設された。番号は富士急時代のままだが、塗装デザインは登場当時の青色と黄色のツートンカラーに戻されている。